# Autostrada A9 (Svizzera)
L'autostrada A9 (autostrada del Rodano) è un'autostrada della Svizzera che collega Vallorbe a Briga passando da Losanna e Sion.
È stata aperta nel 1970 tra Losanna ed Aigle, tra il 1980 e 1981 fino a Sion e nel 1996 fino a Sierre. La porzione del tracciato che si estende da Sierre a Briga è prevista per il 2026. L'A9 percorre un tratto in comune con l'A1 fra Essert-Pittet e Villars-Sainte-Croix ed è connessa alla A12 presso Vevey e all'A21 (in direzione del galleria del Gran San Bernardo) a Martigny.
La numerazione delle uscite segue quella dell’asse viario. I chilometraggi sono invece distinti per le due distinte arterie stradali.

## Autostrada Losanna-Vallese
L’autostrada del Rodano dirama dalla A1 a Losanna, dove è posta la chilometrica zero. La prima uscita è Lausanne Blécherette, numerata come 9. A Vevey dirama la A12, a Martigny genera la breve semiautostrada verso il Gran San Bernardo. L’autostrada per ora si interrompe a Sierre est, l’uscita 29 posta alla chilometrica 117 dopo la quale l’arteria è ancora in costruzione da oltre cinquant’anni. Qualche tratto è già pronto nei pressi di Briga.
| Autostrada A9 Lausanne-Simplon |                                  |       |      |         |                  |
| Tipo                           | Indicazione                      | ↓km↓  | ↑km↑ | Cantone | Strada nazionale |
|                                | Congiunzione per Berna/Ginevra   | 0,0   | ..   | Vaud    | N9               |
| (9)                            | Lausanne-Blécherette             | ..    | ..   | Vaud    | N9               |
| (10)                           | Lausanne-Vennes                  | ..    | ..   | Vaud    | N9               |
| (11)                           | Belmont                          | ..    | ..   | Vaud    | N9               |
| (12)                           | Junction La Croix                | ..    | ..   | Vaud    | N9               |
|                                | Lavaux                           | ..    | ..   | Vaud    | N9               |
| (13)                           | Chexbres                         | ..    | ..   | Vaud    | N9               |
| (14)                           | Congiunzione per Berna           | ..    | ..   | Vaud    | N9               |
| (15)                           | Vevey                            | ..    | ..   | Vaud    | N9               |
| (15)                           | Montreux                         | ..    | ..   | Vaud    | N9               |
|                                | (area servizio) Le Pertit        | ..    | ..   | Vaud    | N9               |
| (16)                           | Villeneuve                       | ..    | ..   | Vaud    | N9               |
|                                | Le Chablais                      | ..    | ..   | Vaud    | N9               |
| (17)                           | Aigle                            | ..    | ..   | Vaud    | N9               |
| (18)                           | Saint-Triphon                    | ..    | ..   | Vaud    | N9               |
| (19)                           | Bex                              | ..    | ..   | Vaud    | N9               |
| (20)                           | Saint-Maurice                    | ..    | ..   | Vallese | N9               |
|                                | (area servizio) Cime de l'Est    | ..    | ..   | Vallese | N9               |
|                                | Grand-St-Bernard                 | ..    | ..   | Vallese | N9               |
| (21)                           | Martigny-Fully                   | ..    | ..   | Vallese | N9               |
| (22)                           | Congiunzione Grand Saint-Bernard | ..    | ..   | Vallese | N9               |
|                                | (area servizio) Pierre-Avoi      | ..    | ..   | Vallese | N9               |
| (23)                           | Saxon                            | ..    | ..   | Vallese | N9               |
| (24)                           | Riddes                           | ..    | ..   | Vallese | N9               |
|                                | (area servizio) Ardon            | ..    | ..   | Vallese | N9               |
| (25)                           | Conthey                          | ..    | ..   | Vallese | N9               |
|                                | (area servizio) Aproz            | ..    | ..   | Vallese | N9               |
| (26)                           | Sion-Ouest                       | ..    | ..   | Vallese | N9               |
| (27)                           | Sion-Est                         | ..    | ..   | Vallese | N9               |
|                                | (area servizio) Rue des Maréches | ..    | ..   | Vallese | N9               |
| (28)                           | Sierre-Ouest                     | ..    | ..   | Vallese | N9               |
| (29)                           | Sierre-Est                       | ..    | ..   | Vallese | N9               |
|                                | Lavori in corso                  | 117,0 | ..   |         |                  |

## Semiautostrada di Vallorbe
La semiautostrada di Vallorbe è lunga 17 chilometri, una chilometrica propria seguita dalla lettera A per distinguerla da quella della succitata autostrada, e ha le prime tre uscite della A9 dopo le quali si innesta nella A1.